# Niederbonsfeld
Niederbonsfeld ist ein Stadtteil von Hattingen und liegt im Westen des Stadtgebiets, an den Grenzen zu Essen und Velbert.

## Geographie
Niederbonsfeld grenzt im Norden an Niederwenigern, im Nordosten an Winz-Baak, im Osten an Hattingen-Mitte, im Südosten an Bredenscheid, im Süden an Velbert-Nierenhof, im Südwesten an Essen-Kupferdreh, und im  Westen an Essen-Byfang. Die Bahnstrecke Essen–Wuppertal tangiert den Ort, ohne hier eine Station zu haben.
Niederbonsfeld liegt westlich des Ruhrbogens, an dem auch die große Ruine der Isenburg liegt. Westlich davon erhebt sich der Isenberg (202,9 m) und der Kressenberg (196,8 m) in dem überwiegend flachen Gelände des Ortsteils. Westlich vom Ort fließt der Deilbach der nordwestlich in die zum Baldeneysee aufgestaute Ruhr mündet.

## Geschichte
Im Jahr 1265 schlossen sich die Bauern und Siedler zur Bauerschaft Bodinsveld zusammen, woraus später die Ortsnamen Oberbonsfeld und Niederbonsfeld entstanden.
Die Ersterwähnung war 1265 mit Bertoldus de Bodinsvelde im Urbar der Reichsabtei Werden. Von 1328 bis 1363 wurde mehrmals ein Heinrich, Herr zu Hardenberg, Schultheiß zu Bodenfeld urkundlich erwähnt. Im Jahr 1739 erscheint erstmals der heutige Ortsname Niederbonsfeld.
Ehemals wurde der Ort allgemein Bonsfeld genannt und gehörte im Spätmittelalter und der Frühen Neuzeit in eigener Bauerschaft (Boedensfelt) im Amt Blankenstein, Kirchspiel und Gericht Hattingen zur Grafschaft Mark. Laut dem Schatzbuch der Grafschaft Mark von 1486 hatten die 27 Steuerpflichtigen Hofbesitzer in der Bauerschaft zwischen zwei oirt und fünf Goldgulden an Abgabe zu leisten. Laut Dienstgeldregister des Hauses Blankenstein von 1685 wurden 15 Hofbesitzer in der Bonßfeld Buir mit unterschiedlichen Albus-Beträgen besteuert. Laut einer Aufstellung von 1739 unterstanden dem Mühlenbann der halb königlich, halb dem Haus Cliff gehörenden Weiler-Mühle insgesamt 161 Bewohner aus Nieder-Bonsfeld und 276 Bewohner aus Ober-Bonsfeld.

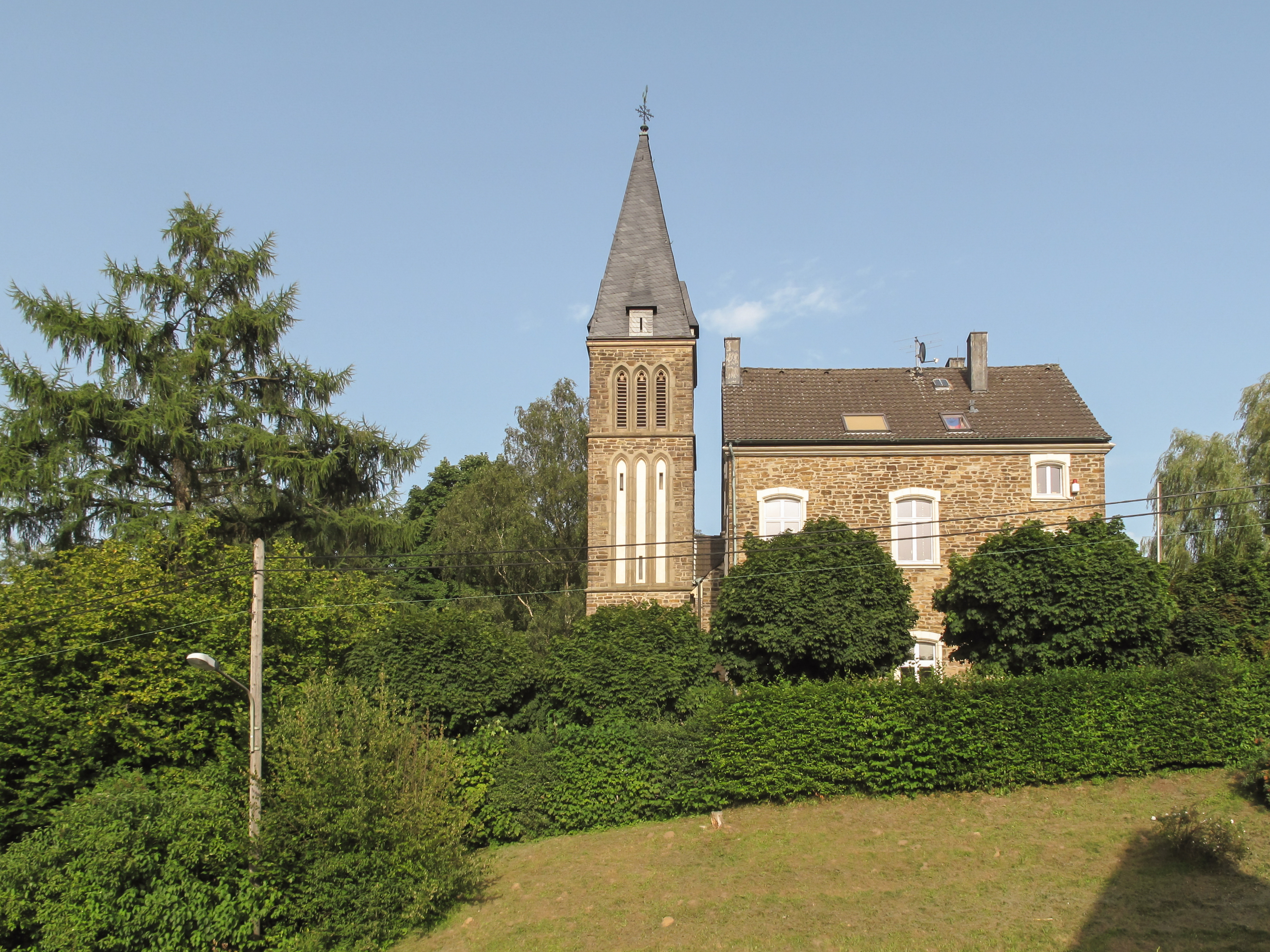
Kirche St. Engelbert Niederbonsfeld

Die Deutung des Ortsnamens kann mit (beim) Feld des Bōdun umschrieben werden. Wobei das Grundwort -feld, anders als im heutigen Sprachgebrauch, nicht zwangsläufig einen Acker bezeichnet; es kann sich vielmehr auch um ein größeres Areal gehandelt haben.
Seit dem 19. Jahrhundert bildete Niederbonsfeld eine Landgemeinde im Amt Hattingen des Landkreises Bochum im westfälischen Regierungsbezirk Arnsberg. Seit 1885 gehörte das Amt Hattingen mit der Gemeinde Niederbonsfeld zum Kreis Hattingen. Die Gemeinde (plus 9 Wohnplätze) hatte 1885 eine Fläche von 5,84 km², davon 224 ha Ackerland, 35 ha Wiesen und 240 ha Holzungen. Es gab 141 Wohngebäude mit 224 Haushaltungen und 1286 Einwohner.
Niederbonsfeld kam am 15. Mai 1926 zu Winz und zählte zum Amt Hattingen. Am 1. Januar 1970 wurde der Ort in die Stadt Hattingen eingemeindet. Niederbonsfeld hat 2393 Einwohner (30. Juni 2023). Die Bewohnerzahl ist leicht rückläufig.

## Religion
Die Bewohner von Niederbonsfeld waren größtenteils lutherisch und seit dem Mittelalter nach Hattingen eingepfarrt. Die katholische Ortsgemeinde errichtete im Jahr 1900 die heute denkmalgeschützte Kirche St. Engelbert am Kressenberg im Tal des Deilbachs.

## Sport
Zum Vereinsleben zählen der Fußball- und Hallensportverein „Spiel- und Sportverein Niederbonsfeld 1936 e. V.“ und der „Kultur- und Bürgerverein Niederbonsfeld e. V.“.